# Pfarrkirche Liezen

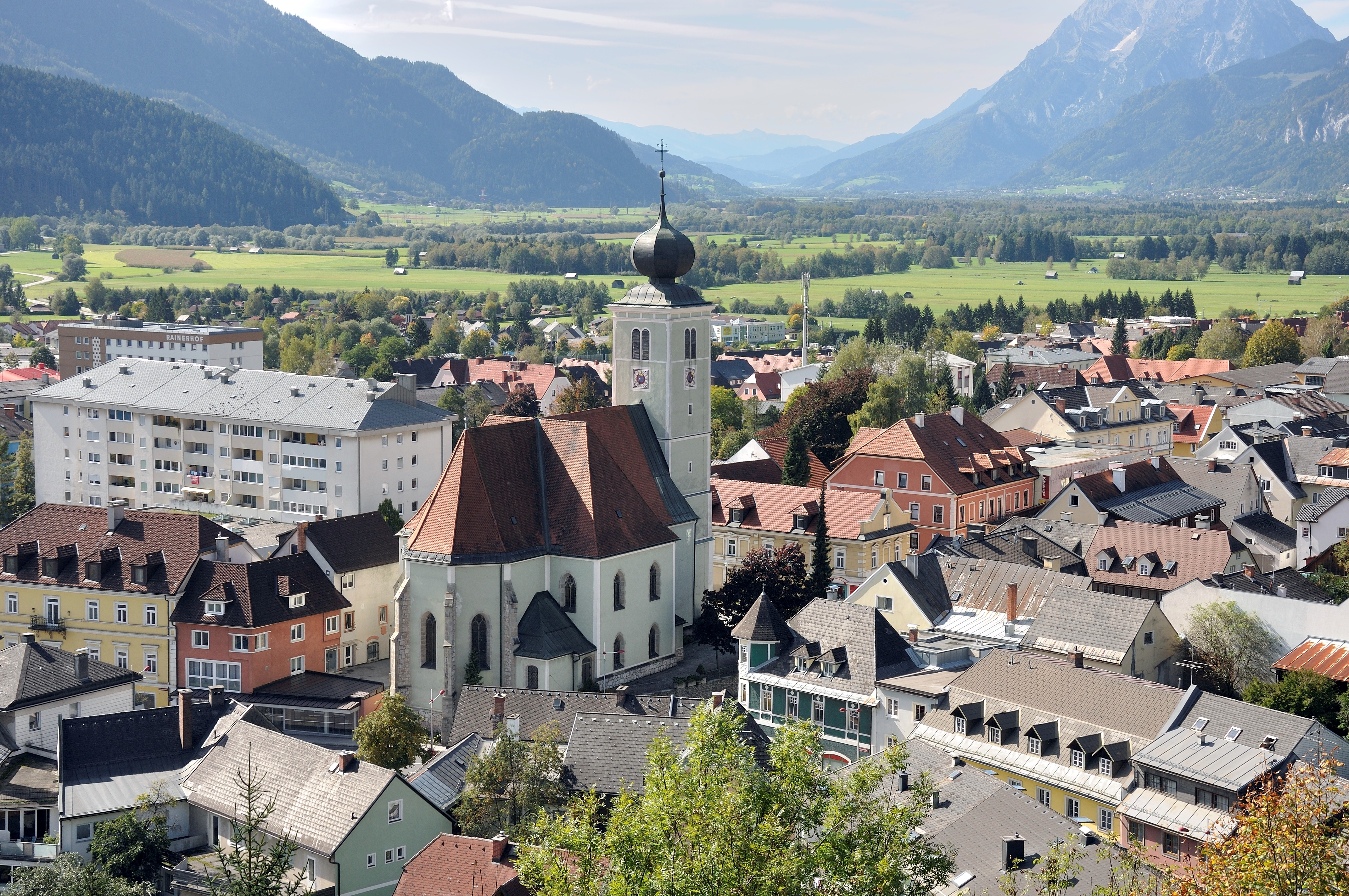
Katholische Pfarrkirche hl. Veit in Liezen

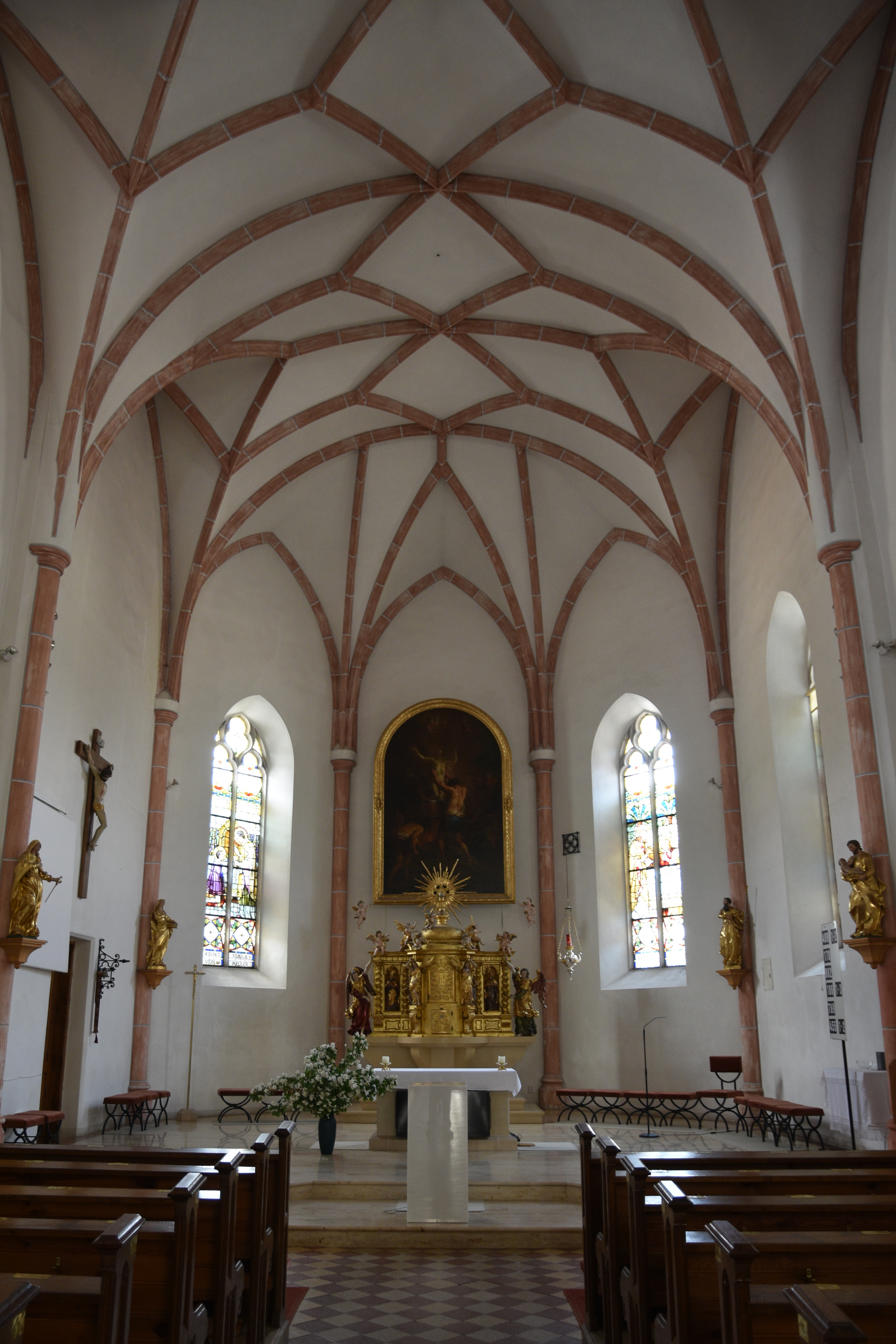
Langhaus, Blick zum Chor

Die Pfarrkirche Liezen steht in der Stadtgemeinde Liezen im Bezirk Liezen in der Steiermark. Die dem Patrozinium hl. Veit unterstellte römisch-katholische Pfarrkirche gehört zum Dekanat Admont in der Diözese Graz-Seckau. Die Kirche und der ehemalige Friedhof stehen unter Denkmalschutz (Listeneintrag).

## Geschichte
Um 1150 wird in den Urkunden des Stifts Admont erstmals eine Kirche in Liezen genannt, die seelsorgerisch seitens der Pfarrkirche Lassing betreut und zusammen mit dieser 1515 dem Stift Rottenmann inkorporiert wurde. Messstiftungen erfolgten 1357 und 1425. Nachdem sich Liezen der Reformation angeschlossen hatte, wirkte hier 1578 der evangelische Prediger Georg Kapp. Erst 1614 wurde Liezen während der Gegenreformation selbständige (katholische) Pfarre. Im Zuge der josephinischen Reformen wurde das Pfarrgebiet von Liezen um Weißenbach und Reithtal vergrößert und der Bau einer neuen Kirche avisiert, der aber aus finanziellen Gründen unterblieb. Stattdessen wurde ab 1911 unter Pfarrer Josef Eder der Kirchenbau nach Plänen des Linzer Dombaumeisters Matthäus Schlager um einen neuen Chor und Seitenschiffe erweitert und am 28. Juli 1912 durch Fürstbischof Leopold Schuster geweiht.

## Architektur
Die Liezener Pfarrkirche St. Veit im Kern spätmittelalterliche vierjochige Saalkirche mit Westturm, die bei ihrem späthistoristischen Umbau von 1911/12 durch einen polygonal schließenden Chorbau und querschiffartige Emporenräume erweitert wurde. Zugleich erhielt der Kirchenraum seine Einwölbung mit spätgotischen Rippenfigurationen.
Seit dem ausgehenden Mittelalter war der erhöht gelegene Kirchplatz von einem Tabors umgeben, dessen östlicher Abschnitt bei der Kirchenerweiterung von 1911 und dessen nördlicher Abschluss, der seit 1740 die Schule beherbergte, 1983 niedergelegt wurde.

## Ausstattung

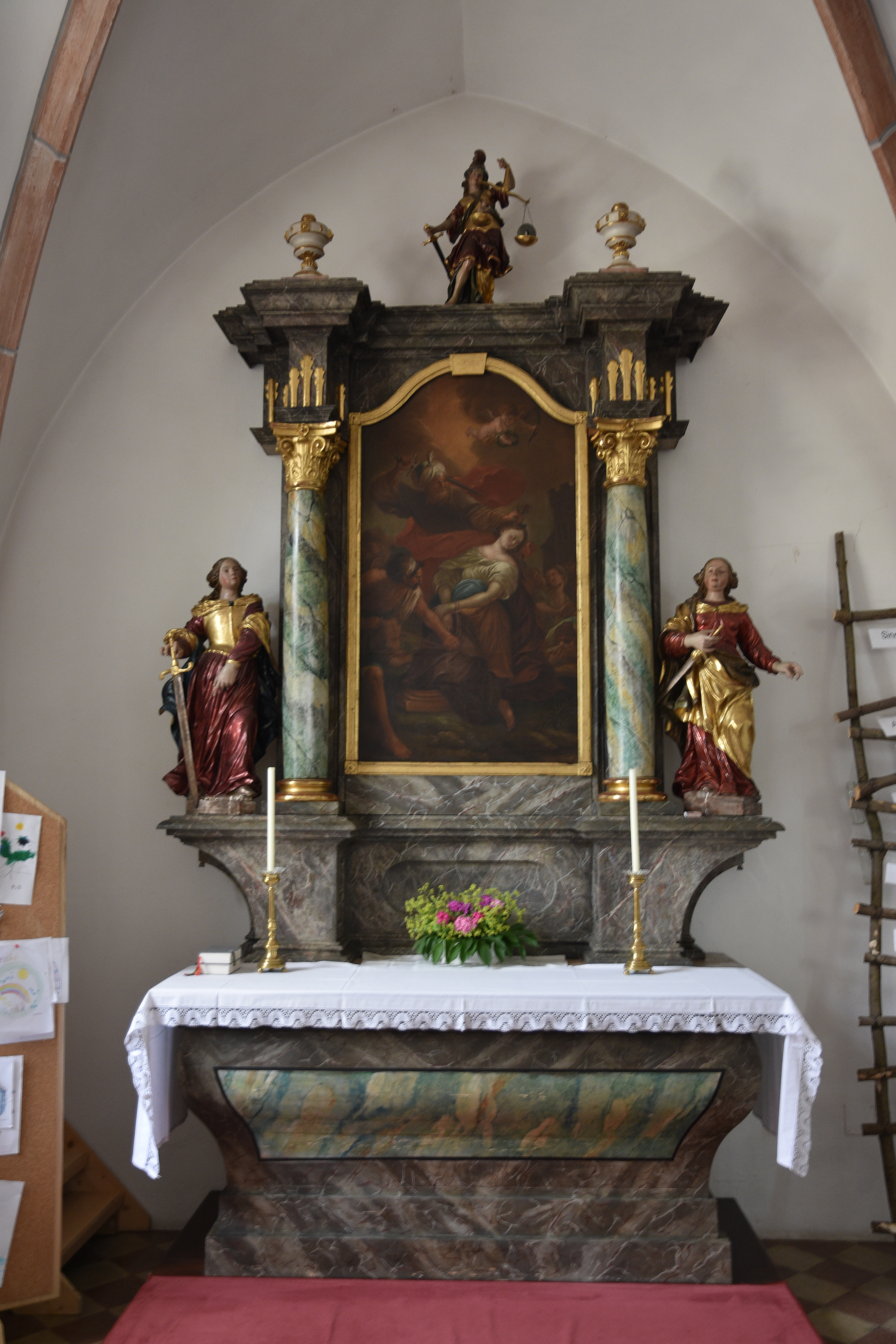
Barbara-Altar

Das Altarblatt des ehemaligen Hochaltares mit dem Martyrium des hl. Veit schuf Martin Johann Schmidt 1777. Die zugehörigen Statuen von Joachim und Anna, Maria und Josef schuf der in Mitterndorf, später in Liezen tätige Johann Fortschegger.  Das 1969 anstelle des spätbarocken Hochaltars aufgestellte monumentale Holzkruzifix des Liezener Bildhauers Manfred Fasching wurde 1983 in die Turmhalle übertragen. Das Altarbild der Barbarakapelle schuf 1799 J. Pürker.
Die von der Tiroler Glasmalerei und Mosaik Anstalt Innsbruck geschaffene figürliche Verglasung zeigt in den beiden Chorfenstern den Empfang der Kommunion durch den Jesuitenheiligen Aloisius von Gonzaga, ihm gegenüber als biblisches Korrelat das Abendmahl Jesu, das seitliche Chorfenster die Verkündigung des Herrn. Das Fenster der seitlichen Marienkapelle stellt Maria und Josef von Nazaret als junges Paar dar, das von den Dienstboten gestiftete Fenster der Barbarakapelle ist den beiden Dienstbotenheiligen, dem spanischen Bauern Isidor von Madrid und der Tiroler Magd Notburga von Rattenberg, gewidmet.

### Orgel
Die Orgel der Pfarrkirche Liezen wurde in den 1960er Jahren von der Orgelbauwerkstätte Dreher & Reinisch errichtet. Das Instrument besitzt 52 Register, verteilt auf vier Manualwerke und Pedal, und ist somit eines der größten in der Steiermark. Positivwerk und Brustwerk können beide vom zweiten Manual aus gespielt werden. Das elektropneumatisch traktierte Werk wurde 2015 nach einer Generalsanierung wieder eingeweiht. Das Werk besitzt die folgende Disposition:
| I Hauptwerk C–g3 |        |
| Bourdon          | 16‘    |
| Prinzipal        | 08‘    |
| Weidenpfeife     | 08‘    |
| Nachthorn        | 08‘    |
| Oktave           | 04‘    |
| Rohrflöte        | 04‘    |
| Superoktav       | 04‘    |
| Mixtur IV        | 02 ⁄3′ |
| Scharf IV        | 02 ⁄3′ |
| Kornett VII –IX  | 08‘    |
| Trompete         | 08‘    |
| Campanelli IV    |        |

| II Solowerk C–g3 |         |
| Copula           | 08‘     |
| Qintatön         | 08‘     |
| Gemshorn         | 04‘     |
| Kupferhorn       | 04‘     |
| Prinzipal        | 02‘     |
| Spitzquinte      | 02 ⁄3′  |
| Terz             | 01 3⁄5′ |
| Zimbel III       | 01⁄2′   |
| Rankett          | 16‘     |
| Krummhorn        | 08‘     |
| Soloprinzipal    | 08‘     |

| II Brustwerk C–g3 |       |
| Sg. Gedackt       | 8‘    |
| Prästant          | 4‘    |
| Oktavino          | 2‘    |
| Quinte            | 1 ⁄3′ |
| Ouinte            | 1 ⁄3′ |
| Mixtur III        | 1‘    |

| III Schwellwerk C–g3 |             |
| Prinzipal            | 8‘          |
| Doppelflöte          | 8‘          |
| Prinzipal            | 4‘          |
| Waldflöte            | 4‘          |
| Schwiegel            | 2‘          |
| Mixtur III–V         | 2‘          |
| Sesquialtera         | 2 ⁄3′+1 ⁄3′ |
| Larigot 11/3'        |             |
| None                 | 8⁄9′        |
| Viola altera         | 2‘          |
| Schwebung            | 8‘          |
| Zimbel III–IV        | 1⁄4′        |
| Oboe                 | 8‘          |

| Pedal C–f1      |        |
| Prinzipal       | 16‘    |
| Kontrabass      | 16‘    |
| Subbass         | 16‘    |
| Zartbass        | 16‘    |
| Offenbass       | 08‘    |
| Gedacktbass     | 08‘    |
| Choralbass      | 04‘    |
| Feldflöte       | 02‘    |
| Rauschpfeife IV | 02 ⁄3′ |
| Posaune         | 16‘    |
| Klarine         | 04‘    |

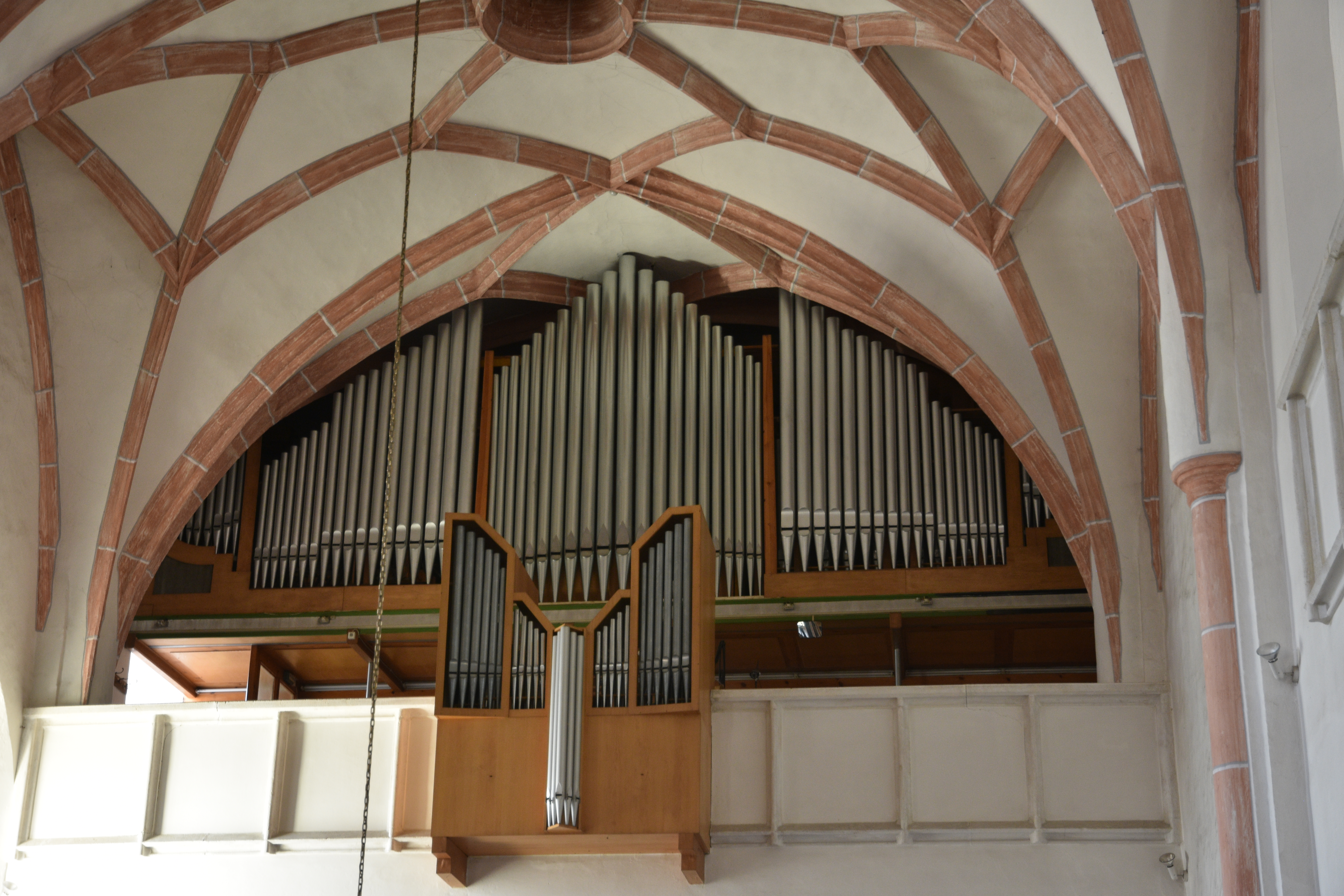
Orgel

- Koppeln: III/I, III/I super, III/I sub, III/II, II/I, III/P, II/P, I/P